# NGC 2706
NGC 2706 је спирална галаксија у сазвежђу Хидра која се налази на NGC листи објеката дубоког неба.
Деклинација објекта је - 2° 33' 48" а ректасцензија 8h 56m 12,3s. Привидна величина (магнитуда) објекта NGC 2706 износи 13,0 а фотографска магнитуда 13,8. Налази се на удаљености од 52,7000 милиона парсека од Сунца. NGC 2706 је још познат и под ознакама UGC 4680, MCG 0-23-17, CGCG 5-36, IRAS 08536-0222, PGC 25102.